# Base'lelotsed
Base'lelotsed, jedna od nekoliko skupina Skagit Indijanaca, porodica Salishan, koji su živjeli duž rijeke Skagit u Washingtonu (okrug Skagit), od Van Horna pa do oko 5 km od Rockporta na rijeci Sauk i gotovo do ušća Suiattle. 
Po imenu je poznato njihovo selo Tca'gwalk koje se nalazilo na učću rijeke Sauk.